# Jørgen Strand Larsen
Jørgen Strand Larsen (Halden, 6 de febrero de 2000) es un futbolista noruego que juega como delantero en el Wolverhampton Wanderers F. C. de la Premier League.

## Trayectoria
Tras destacar como joven promesa en el Sarpsborg 08 de su país natal, el 9 de septiembre de 2020 se oficializó su incorporación al F. C. Groningen de la Eredivisie firmando un contrato por cuatro temporadas. En la temporada 2021-22 logró anotar 14 goles en la Eredivisie.
El 1 de septiembre de 2022, tras dos años en el club neerlandés, fichó por el Real Club Celta de Vigo por seis temporadas. Debutó dos días después en un partido de la Primera División ante el Cádiz C. F. en el que dio una asistencia y estuvo a punto de estrenarse como goleador después de rematar de cabeza al palo. Finalmente logró su primer gol en el partido de primera ronda de Copa del Rey ante el C. D. Algar, donde marcó el cuarto de los seis tantos que anotó el conjunto celeste.
Después de dos campañas en el conjunto vigués, a inicios de julio de 2024 fue cedido, con opción de compra, al Wolverhampton Wanderers F. C. Consiguió catorce tantos en su primera temporada en la Premier League, el club lo adquirió en propiedad y firmó un contrato hasta 2029.

## Selección nacional
Internacional con Noruega en categorías inferiores, hizo su debut con la selección absoluta en 2020.

## Clubes
Actualizado al último partido disputado el 25 de mayo de 2025.
| Club                          | País         | Año       | Partidos | Goles |
| ----------------------------- | ------------ | --------- | -------- | ----- |
| Sarpsborg 08                  | Noruega      | 2017-2020 | 61       | 9     |
| F. C. Groningen               | Países Bajos | 2020-2022 | 71       | 27    |
| R. C. Celta de Vigo           | España       | 2022-2024 | 74       | 18    |
| Wolverhampton Wanderers F. C. | Inglaterra   | 2024-act. | 38       | 14    |